# Fashion (песня Hanoi Rocks)
«Fashion» — песня финской рок-группы Hanoi Rocks и первый сингл с альбома «Street Poetry», предваряющий его выход. Сингл был выпущен 16 мая в Финляндии и Европе, а 21 июня состоялся японский релиз. 23 мая «Fashion» достиг первой строчки финского хит-парада синглов.
Ещё до выхода альбома гитарист группы Энди Маккой заявил, что каждая песня на альбоме достойна стать синглом, но так случилось, что «Fashion» стала первой законченной песней.
Би-сайдом сингла стала кавер-версия песни Билли Бремнера «Trouble Boys».
На песню «Fashion» был снят видеоклип, в котором группа играет на подиуме в пустом зале. Выступление музыкантов чередуется с выходами моделей на подиум. Сзади на экране изображаются фразы из текста песни, а в конце клипа каждый из музыкантов проходит по подиуму и на экране загорается его имя.
Диск с синглом содержит мультимедиа файлы с клипом на «Fashion», а также концертные видео на песни «Boulevard of Broken Dreams» и «High School», снятые в хельсинкском клубе Nosturi 3 марта 2007 года. Видео на песню «High School» является бонусом на японской версии сингла.

## Список композиций
1. «Fashion» — 3:18 (Маккой/Монро)
2. «Trouble Boys» — 2:49 (Бремнер)
3. «Fashion» (видео)
4. «Boulevard of Broken Dreams» (видео)
5. «High School» (видео)

## В записи участвовали
- Майкл Монро — вокал
- Энди Маккой — гитара, бэк-вокал
- Конни Блум — гитара, бэк-вокал
- Энди Кристелл — бас-гитара
- Лаку — ударные